# Hadrijanov slavolok (Džeraš)
Hadrijanov slavolok je antična rimska zgradba v Džerašu v Jordaniji. Je 11 metrov visok, s tremi oboki, postavljen v počastitev obiska rimskega cesarja Hadrijana v mestu (takrat imenovanem Gerasa) pozimi 129–130. Lok je bil prvotno visok skoraj 22 m in je imel verjetno lesena vrata. Odlikuje ga nekaj nekonvencionalnih, morda nabatejskih, arhitekturnih značilnosti, kot so akantove baze. Stebri so okrašeni s kapiteli na dnu in ne na vrhu. Spomenik je služil kot spominski slavolok in kot pristop v Geraso. Relativna oddaljenost slavoloka od mestnega obzidja kaže na načrt širitve Gerase na jug v času razcveta. Vendar ta širitev ni bila izvedena.

## Opis
Leta 2005 je bil slavolok obnovljen. Obnova je bila končana leta 2007 in je zdaj visok približno 21 metrov, dolg je 37,45 metra in širok 9,25 metra.
Vsako lice loka ima štiri vpletene stebre, ki stojijo na podstavkih in bazah. Vsak podstavek je visok 2,20 metra, širok 2,25 metra in globok 1,20 metra. Baza vsakega stebra ima na vrhu niz akantovih listov.
Na spodnji ravni so trije obokani prehodi, od katerih je vsak obdan z dvema stebroma s korintskimi kapiteli. Dve stranski odprtini imata na vrhu niše. Vsaka niša je na vrhu majhne entablature, ki stoji na dveh pilastrih, okronanih s kapiteli.
Slavolok je bil okronan z atiko, na kateri bi lahko bil posvečen napis. Spodnji del atike je bil okrašen s frizom iz akantovih listov, osrednji del pa je bil okronan s trikotnim vencem.

## Napis
Tam je bila marmorna plošča tabula ansata, višine 1,03 metra in širine 7,14 metra, s črkami velikimi 12–13 cm.